# Кожаный олень
Кожаный Олень (укр. Шкіряний Олень) — український ска-панк-гурт із Сімферополя, створений у 1998 році.

## Історія
Гурт створили майбутні трубач Павло Швець і гітарист Андрій Замотайлов 1998 року ще під час навчання у школі. Тексти композицій колективу містять нецензурні вирази та порнографічні теми, відповідну назву отримала й дебютна платівка — «17,5 см» (2004). 26 вересня 2009 року на каналі «Enter Music» відбулася презентація першого офіційного кліпу гурту на пісню «ОРЗ». У 2012 році вийшов сингл «8 марта». З 2014 року гурт базується у Харкові.

## Склад гурту
- Андрій «Zam» Замотайлов — ритм-гітара, вокал, засновник гурту
- Павло «PapaJoe» Швець — труба, бек-вокал, автор текстів, засновник гурту
- Юрій «Юрєц» Фатєйкін — бас-гітара, бек-вокал
- Євген «Slamp» Завалий — соло-гітара
- Олексій «insa» Стрєбков — барабани

## Дискографія
- 2004 — «17,5 см»
- 2010 — «Триста баксов и дорога»
- 2013 — «Снегири и Суперклей»
- 2017 — «Кашель Нины»